# Distretto di Braunau
Il distretto di Braunau (in tedesco: Bezirk Braunau) è uno dei distretti dello stato austriaco dell'Alta Austria.

## Geografia antropica
Il distretto è suddiviso in 46 comuni di cui 3 con status di città e 5 con diritto di mercato.

### Città
1. Braunau am Inn
2. Mattighofen
3. Altheim

### Comuni mercato
1. Aspach
2. Eggelsberg
3. Helpfau-Uttendorf
4. Mauerkirchen
5. Ostermiething

### Comuni
1. Auerbach
2. Burgkirchen
3. Feldkirchen bei Mattighofen
4. Franking
5. Geretsberg
6. Gilgenberg am Weilhart
7. Haigermoos
8. Handenberg
9. Hochburg-Ach
10. Höhnhart
11. Jeging
12. Kirchberg bei Mattighofen
13. Lengau
14. Lochen am See
15. Maria Schmolln
16. Mining
17. Moosbach
18. Moosdorf
19. Munderfing
20. Neukirchen an der Enkach
21. Palting
22. Perwang am Grabensee
23. Pfaffstätt
24. Pischelsdorf am Engelbach
25. Polling im Innkreis
26. Roßbach
27. St. Georgen am Fillmannsbach
28. St. Johann am Walde
29. St. Pantaleon
30. St. Peter am Hart
31. St. Radegund
32. St. Veit im Innkreis
33. Schalchen
34. Schwand im Innkreis
35. Tarsdorf
36. Treubach
37. Überackern
38. Weng im Innkreis